# Dudley Hooper
Dudley W. Hooper MA FCA (1911 - 12 janvier 1968) est un homme d'affaires britannique du National Coal Board (NCB) du Royaume-Uni et l'un des premiers présidents de la British Computer Society (BCS). Il est comptable et l'un des premiers promoteurs du traitement électronique des données (EDP).

## Biographie
Dudley Hooper fait ses études à la Charterhouse School et au Clare College de Cambridge. En 1935, il obtient le diplôme d'expert- comptable. Il passe de 1940 à 1945 au service de guerre, principalement en Afrique et en tant qu'officier d'état- major, pendant la Seconde Guerre mondiale.
Hooper a une formation et une expérience en mathématiques, en comptabilité et dans l'utilisation et le développement de la bureautique. Il est au National Coal Board pendant près de deux décennies, à partir de 1948 initialement en tant que spécialiste technique dans l'application des machines comptables. Il est comptable en chef de l'organisation de la NCB de 1954 à 1964. Il rejoint ensuite l'Ordre des Experts Comptables en tant que Responsable Technique. Hooper a ses premières idées sur le traitement des données en 1948, environ cinq ans avant que des équipements informatiques adaptés ne soient réellement disponibles pour les applications bureautiques. Il est un pionnier dans la formation des utilisateurs professionnels d'ordinateurs.
Dudley Hooper participe à la formation de la British Computer Society à la fin des années 1950. En avril 1956, il préside une réunion du London Computer Group (LCG) au Caxton Hall de Westminster, à Londres, formé la même année. La British Computer Society est née en 1957 de la fusion du LCG et d'une association de scientifiques. Hooper est le premier président de la British Computer Society et est à nouveau président en 1961–62. Il est membre du comité de rédaction de The Computer Journal, la revue de la British Computer Society. Il est également le fondateur et le premier rédacteur en chef du Computer Bulletin de la British Computer Society.
Hooper enseigne à Northampton Polytechnic (plus tard City University).
Une conférence commémorative Dudley Hooper est donnée à la mémoire de Hooper. Elle est prononcée le 28 janvier 1969 par Lord Robens of Woldingham, président du National Coal Board, au William Beveridge Hall, Université de Londres, sous les auspices de la British Computer Society.